# Đa Minh Huyện
Đa Minh Huyện là ngư phủ, chịu thiêu sinh tử vì đạo dưới triều vua Tự Đức, được Giáo hội Công giáo Rôma phong Hiển Thánh vào năm 1988.
Các nguồn tài liệu không thống nhất về họ, tên của ông. Hạnh các thánh tử đạo Việt Nam (giám mục Phêrô Nguyễn Văn Khảm chủ biên) ghi là Nguyễn Văn Huyên, còn Giáo phận Thái Bình ghi là Trần Văn Huyên. Ông sinh năm 1817 tại làng Đông Thành (nay là thôn Đông La, xã Nam Hải, huyện Tiền Hải, tỉnh Thái Bình, thuộc Giáo phận Thái Bình), sinh sống bằng nghề đánh cá trên sông Nhị Bình gần cửa Ba Lạt. Tháng 6 năm 1861, vua Tự Đức ban hành chiếu chỉ Phân sáp người có đạo. Ông bị bắt và bị giải lên huyện đường Quỳnh Côi. Dù bị tra tấn, đói khát kéo dài suốt 9 tháng, nhưng ông vẫn giữ đạo, không chịu đạp lên thánh giá. Sáng ngày 5 tháng 6 năm 1862, tại pháp trường Nam Định, ông bị nhốt trong cũi tre, sau đó bị thiêu sống. Thi thể được an táng trong nhà thờ Thánh Danh Chúa Giêsu, họ Đông Thành, thuộc giáo xứ Kẻ Mèn địa phân Trung Đàng Ngoài nay là giáo xứ Kính Danh địa phận Thái Bình.(thôn Nội Lang Nam, xã Nam Hải, huyện Tiền Hải, tỉnh Thái Bình ngày nay).